# San Juan y Martínez
San Juan y Martínez ist eine Stadt und ein Municipio im zentralen Süden der kubanischen Provinz Pinar del Río.
Das Municipio liegt westlich von San Luis und östlich von Guane. Die Siedlung wurde im Jahr 1774 offiziell gegründet.
Das Municipio zählt 44.344 Einwohner auf einer Fläche von 409 km², was einer Bevölkerungsdichte von 108,4 Einwohnern je Quadratkilometer entspricht.
San Juan y Martínez ist in elf Stadtteile (Barrios) unterteilt: Angel Abascal, Antonio Tarafa, Arroyo Hondo, Galafre, Guillén, Lagunillas, Norte, Pueblo, Río Seco, Segundo de Luis Lazo und Segundo de Martínez y Sur.

## Persönlichkeiten
- Emeterio González (* 1973), Speerwerfer
- Liadagmis Povea (* 1996), Dreispringerin